# أوفرات
اوفرراس (بالألمانية: Overath) هي بلدة ألمانية تقع في ألمانيا في Rheinisch-Bergischer Kreis. يقدر عدد سكانها بـ 27,213 نسمة .

## المدن التوأمة
مدينة Pérenchies هي مدينة توأمة لـاوفرراس.